# Asynapta populnea
Asynapta populnea är en tvåvingeart som beskrevs av Panelius 1965. Asynapta populnea ingår i släktet Asynapta och familjen gallmyggor. Arten är reproducerande i Sverige. Inga underarter finns listade i Catalogue of Life.